# La vie est belle (bedrijf)
La vie est belle is een Belgisch bedrijf, gespecialiseerd in vegetarische voeding. Het bedrijf is gevestigd in het West-Vlaamse Oostkamp.

## Achtergrond
Stefaan Deraeve en Katrien Steeman waren verplegers, die in 1982 in het kader van de burgerdienst van Deraeve naar Rwanda trokken met de bedoeling er een gezondheidscentrum op te starten. Omdat in de omgeving waar ze verbleven geen vlees verkrijgbaar was, zochten ze hun weg met zaken die er wel aanwezig waren of kweekten in hun eigen, biologische moestuin, rekening houdend met de noodzakelijke voedingsstoffen. Ze gingen aan de slag met granen, zaden en peulvruchten en maakten er hun eerste burger: risottoburger op basis van rijst, prei en rode paprika.
Toen ze terug in België kwamen, bleven ze zich verder toeleggen op vegetarische bioburgers. Biobakkerij De Trog vroeg hen om hun vegetarische burgers te kunnen verkopen, waardoor de vraag sterk toenam. Dit leidde in 1992 tot de oprichting van La vie est belle in Damme. Later betrok het bedrijf een pand van 1200 m² te Oostkamp en kwam zoon Lieven, die een opleiding als kok volgde, bij in het bedrijf als verantwoordelijke voor de proefkeuken. Drie van de vier kinderen van de eigenaars werken intussen bij het bedrijf.
Het bedrijf werkt samen met lokale, biologische landbouwers en kiest ervoor om ook mensen met minder kansen op de arbeidsmarkt te werk te stellen. Zo werken er enkele medewerkers met een autismespectrumstoornis.

## Producten en productie
Het bedrijf specialiseert zich in vegetarische burgers en vegetarisch broodbeleg.
La vie est belle kent de laatste jaren een jaarlijkse bedrijfsgroei van 35% en had in 2016 een omzet van € 3 miljoen. Omwille van deze resultaten werd het bedrijf in 2017 en in 2018 genomineerd voor de Trends Gazellen.
De producten van het bedrijf zijn te koop doorheen België, evenals in Nederland en Luxemburg.

## Erkenning
In 2017 werd de Kinowaburger van La vie est belle door de Vlaamse consumenten verkozen tot het favoriete biologisch veggieproduct van het jaar in een verkiezing, georganiseerd door BioForum Vlaanderen.